# Шаги императора
«Шаги императора» — советский художественный телефильм режиссёра Олега Рябоконя, экранизация повести «Подпоручик Киже» Юрия Тынянова.

## Сюжет
Император Павел — мелочный, придирчивый и неуравновешенный монарх, самодур на троне, он одержим идеей «исцелить Россию» и мечтает «вышибить потёмкинский дух» из подданных. Отправляясь путешествовать, Павел требует, чтобы не было никаких «потёмкинских деревень», потому что его путешествие, это «не как у матушки».
Однажды, отдыхая после обеда, император был разбужен криком «караул!» под своими окнами. Павел разгневан — неизвестный, кричавший под окнами, так и не был найден, несмотря на тщательный розыск. Императору подают на подпись приказ с ошибкой писаря, и он его утверждает — несуществующий подпоручик Киже назначен в караул, а существующий поручик Синюхаев объявлен умершим. Командир полка, в котором служит поручик, понимает, что произошло досадное недоразумение — но сделать ничего нельзя, воля императора должна быть исполнена точно и беспрекословно. Подпоручика Киже назначают в караул, а у Синюхаева забирают мундир, ведь «покойнику» он уже не нужен. Барон Аракчеев подаёт прошение поручика Синюхаева о признании того живым, чем только навлекает на себя немилость государя.
Воспользовавшись удобным случаем, Павлу докладывают, что «караул» кричал именно подпоручик Киже, и монарший гнев не заставил себя ждать — после порки плетьми «секретного арестанта, не имеющего тела», конвоируют в Сибирь. Придворная фрейлина, узнав обстоятельства ссылки подпоручика, принимает его за своего незадачливого возлюбленного, который на самом деле и потревожил сон императора. Фаворитка Павла Екатерина Нелидова берётся помочь несчастной фрейлине. Узнав о романтической истории любви фрейлины и подпоручика Киже, сентиментальный император возвращает ссыльного обратно, производит его в поручики и женит на фрейлине. Вызывая всеобщее любопытство, фрейлина вынуждена венчаться одна, поскольку жених «задержан для особых поручений». Вскоре у поручика родился сын, по слухам, похожий на него. Озабоченный поисками верного человека, Павел видит такового в поручике Киже, и тот делает стремительную карьеру — капитан, через считанные минуты полковник, а потом и генерал. Жена Киже осталась весьма довольна существующим положением вещей, поскольку супружеское место генерала всегда согревалось каким-нибудь офицером или штатским. Император требует генерала Киже к себе, но ему докладывают, что тот «опасно заболел» и чуть позже «скончался». Вскоре после «смерти» генерала-фантома в соответствии с официальным заявлением умирает и сам Павел.

## В ролях
- Александр Филиппенко — Павел I
- Александр Хочинский — рассказчик
- Аркадий Коваль — поручик Синюхаев
- Эрнст Романов — Нелединский-Мелецкий
- Андрей Толубеев — барон Аракчеев
- Александр Демьяненко — командир полка
- Николай Мартон — Саблуков, адъютант императора
- Иван Мокеев — отец Синюхаева
- Тамара Лебедева — Екатерина Нелидова
- Станислав Фесюнов — придворный
- Олег Ефремов — придворный
- Владимир Карпенко — придворный
- Герман Колушкин — конвоир
- Станислав Концевич — аудитор
- Тамара Абросимова — Екатерина II
- Дмитрий Поддубный — чиновник канцелярии
- Валерий Доронин — гонец
- Владимир Землянский — караульный
- Владимир Захарьев — великий князь Александр Павлович, наследник
- Людмила Безуглая
- Елена Майорова

## Съёмочная группа
- Автор сценария: Лев Мархасев
- Режиссёр: Олег Рябоконь
- Оператор: Игорь Попов
- Художник: Лариса Луконина, Алексей Рудяков
- Композитор: Вадим Шеповалов
- Балетмейстер: Гали Абайдулов

## Факты о фильме
- Съёмки фильма проходили в Петербурге, Павловске и Гатчине
- В кабинете Павла стоит модель памятника Суворову в Петербурге, установленного по его указу